# جان بابتيست بارث
جان بابتيست بارث (بالفرنسية: Jean Baptiste Barth)‏ هو عالم أمراض وطبيب فرنسي، ولد في 24 سبتمبر 1806 في سرغومين في فرنسا، وتوفي في 20 نوفمبر 1877.